# مدحت غالي
مدحت غالي ممثل مصري، كانت بداية مسيرته الفنية في فترة السبعينيات وتحديداً عام 1970 حيث شارك في مسلسل (على باب زويلة) عام 1970، ثم مسرحية (بيومي أفندي) عام 1972، بينما إقتحم مجال السينما عام 1977 من خلال المشاركة بفيلم (سري جداً) عام 1977، لتتوالى بعدها أعماله والتي من أبرزها (زيارة سرية، وسلام يا صاحبي، العذراء والشعر الأبيض)، وافته المنية في 5 فبراير عام 1992 عن عمر يناهز 52 عاما 

## أعماله

### الأفلام
- أمان يا دنيا {1991)
- عزبة الصفيح (1987)
- غابة من الرجال (1987)
- سلام ياصاحبي (1987)
- سفاح كرموز (1987)
- جذور في الهواء
- [دموع الشيطان (1986)
- الخط الساخن (1986)
- سترك يارب (1986)
- هنا القاهرة (1985)
- موت سميرة (1985)
- أيام التحدي (1985)
- سنوات الخطر (1985)
- عندما يبكي الرجال (1984)
- 2 على الطريق (1984)
- المجهول (1984)
- لحر الأوهام (1984)
- العذراء والشعر الأبيض (1983)
- وكالة البلح (1982)
- الخبز المر (1982)
- العوامة رقم 70 (1982)
- زيارة سرية (1981)
- خلف أسوار الجامعة (1981
- الباطنية (1980)
- الشك ياحبيبي (1980)
- دعوني أنتقم (1979)
- كرامتي (1979)
- ولا يزال التحقيق مستمرا (1979)
- مسافر بلا طريق (1978)
- ومن الحب ماقتل (1978)
- المرأة الأخرى (1978)
- سري جداً (1977)
- التراب الأحمر
- البحث عن جريمة

### المسلسلات
- رأفت الهجان ج2 (1988)
- اللقاء الثاني (1988)
- خمسة خمسة (1987)
- الزوجة أول من يعلم (1987)
- رفاعة الطهطاوي (1987)
- سنبل بعد المليون (1987)
- فرفشة ج1 (1986)
- حاري بادي (1986)
- الذئب الأزرق (1986)
- سفر الأحلام (1986)
- عبدالرحمن بن خلدون (1985)
- ألوان (1985)
- غابة من الأسمنت (1984)
- أجمل الزهور (1984)
- عمرو بن العاص (1983)
- الأرهر الشريف منارة الإسلام (1982)
- النديم (1982)
- الفتوحات الإسلامية (1981))
- الصفقة (1980)
- الآنسة (1979)
- الأصابع الرهيبة (1978)
- لص الثلاثاء )1977)
- عودة الروح (1977)
- على باب دويلة (1976)
- هروب (2976)
- الشاطئ المهجور (1975)
- الحواجز الزجاجية (1974)
- الفراشة (1971)
- عيون لاتعرف الدموع
- بلاد السعادة
- رحلة في عالم مجنون
- شقة بدون سقف
- لعبة التفكير
- وفاء
- حسابي مع الأيام
- بعد الضياع
- حكايات جدتي
- كان يا ماكان

### الفوازير
- جدو عبده راح مكتبته (1988)
- جدو عبده زارع أرضه (1989)
- عمو فؤاد والمخترعين

### المسرحيات
- بيومي أفندي
- بنت الهوى(1969)
- بنات الريف
- المائدة الخضراء

### السهرات التلفزيونية
- زوجة مخلصة جدا (1985)
- القناع
- الإمام العادل عمر بن عبدالعزيز
- شرفتمونا ياكرام
- الأيام الخضراء
- المفقود
- جذور الوهم